# 로드아일랜드주의 대학 목록
다음은 미국 로드아일랜드주의 대학 목록이다.
- 브라운 대학교
- 미국 해군참모대학교
- 로드아일랜드 스쿨 오브 디자인
- 로드아일랜드 대학교

## 같이 보기
- 미국의 대학 목록